# Đại học Tây Úc
Trường Đại học Tây Úc (tiếng Anh: The University Of Western Australia hay UWA) là một Đại học công lập nghiên cứu thuộc bang Tây Úc. Khuôn viên chính của trường nằm tại Perth, thủ phủ của bang, với một khuôn viên nhỏ hơn tọa lạc ở Albany còn một số cơ sở khác rải rác ở nhiều nơi.
UWA được thành lập năm 1911 từ một nghị quyết của Nghị viện bang Tây Úc, và bắt đầu đi vào giảng dạy hai năm sau đó. Đây là ngôi trường lâu đời thứ sáu tại Úc, và từng lại đại học duy nhất của bang cho đến khi trường Đại học Murdoch được thành lập năm 1973. Nhờ tuổi đời và danh tiếng, UWA được xếp vào loại những ngôi trường "Sa thạch", một cách nói không chính thức của người Úc dành để chỉ các đại học đầu tiên của từng bang. Đại học Tây úc còn thuộc một số nhóm trường danh tiếng khác, bao gồm Nhóm G8 và Mạng lưới đại học Matariki. Trong những năm gần đây, UWA thường nằm top 100 các trường đại học tốt nhất thế giới thế giới, nhưng đôi sít soát top 100 tùy theo hệ thống tính điểm của các Bảng xếp hạng đại học
Các cựu sinh viên của UWA bao gồm một thủ tướng Úc (Bob Hawke), năm thẩm phán liên bang tối cao Úc (bao gồm một chánh án, Robert French, hiện đang là hiệu trưởng của trường), một thống đốc Ngân hàng Dự trữ liên bang (H. C. Coombs), một vài chức danh bộ trường, và bảy thống đốc bang Tây Úc trong tám năm gần nhất. Trong năm 2018, một cựu sinh viên của trường, nhà toán học Akshay Venkatesh đã được nhận giải thưởng Fields cao quý. UWA cũng có hai giáo sư là Barry Marshall và Robin Warren giành được giải Nobel cho những đóng góp trong ngành Y học nhờ quãng thời gian nghiên cứu tại trường.

## Khuôn viên
UWA sở hữu một trong những khuôn viên lớn nhất tại Perth nhờ được nhượng lại đất từ chính phủ và tư nhân và vẫn đang không ngừng mở rộng về cơ sở hạ tầng. Những công trình được xây mới bao gồm CLB Đại học UWA tốn 22 triệu Đô Úc, được mở vào tháng 6 2005, và Khu Tổ hợp các môn dưới nước UWA, được mở vào tháng 8 2005. Vào tháng 9 2005, UWA khai trương Phòng nghiên cứu Phân tử và Hóa chất tốn 64 triệu Đô Úc trong nỗ lực để phát triển môi trường nghiên cứu chất lượng cao. Ba năm sau, UWA lại mở thêm một tòa nhà hiện đại cho Trường Kinh doanh tiêu tốn 31 triệu Đô. Tháng 8 2009, một cơ sở nghiên cứu CO2 trị giá 9 triệu Đô đã được hoàn thiện. Trung tâm nghiên cứu Hải dương học về Ấn Độ Dương, trị giá đến 62 triệu Đô đã được hoàn thành vào tháng 10 năm 2016.

## Xếp hạng
UWA được xếp hạng cao theo chỉ số đánh giá đại học Úc của Viện nghiên cứu Melbourne, theo đó, trường được xếp thứ hai về chất lượng giáo trình và giảng dạy cho bậc cử nhân ở Úc. Bảng xếp hạng Học thuật Đại học (ARWU) tạo ra bởi Đại học Giao thông Thượng Hải liên tục xếp UWA đồng hạng nhất cho các trường thuộc Úc (đồng hạng với Đại học Queensland) trong các nhóm ngành y và dược đa khoa. ARWU cũng thường xếp trường ở vị trị đầu nước Úc cho ngành Khoa học Nông nghiệp, hạng thứ 25 thế giới vào năm 2005 tính đến  năm 2015.. Dưới đây là xếp hạng của trường qua 4 bảng xếp hạng danh tiếng:
- Theo Bảng xếp hạng QS 2019: thứ 91 thế giới và thứ 7 tại Úc
- Theo Bảng xếp hạng ARWU 2019: thứ 91 thế giới và thứ 5 tại Úc
- Theo Bảng xếp hạng USNWR 2019: thứ 95 thế giới và thứ 7 tại Úc
- Theo Bảng xếp hạng THE-WUR 2019: thứ 111 thế giới và thứ 6 tại Úc

## Sinh viên
Đại đa số sinh viên của trường đến từ bang Tây Úc, hầu hết từ khu vực trung tâm Perth. Chỉ có một số lượng nhỏ các sinh viên thuộc độ tuổi trung niên. Trong những năm gần đây, số lượng học sinh đóng hoàn toàn học phí, hầu hết đến từ Đông Nam Á, đang tăng nhanh. Năm 2013, trường có 4,952 sinh viên quốc tế trên tổng số khoảng 25,000 sinh viên của trường.

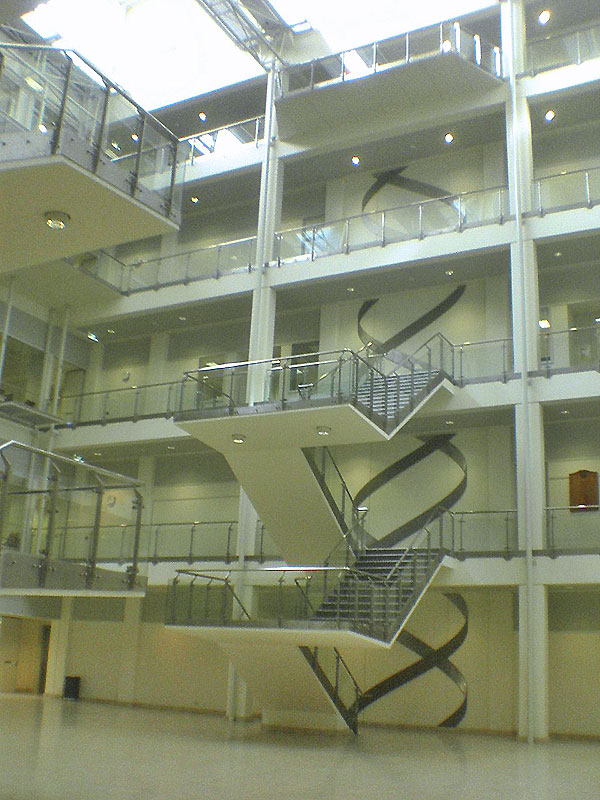
Kiến trúc hiện đại của tòa nghiên cứu hóa chất và phân tử - "Cầu thang xoắn kép"

## Kho ảnh

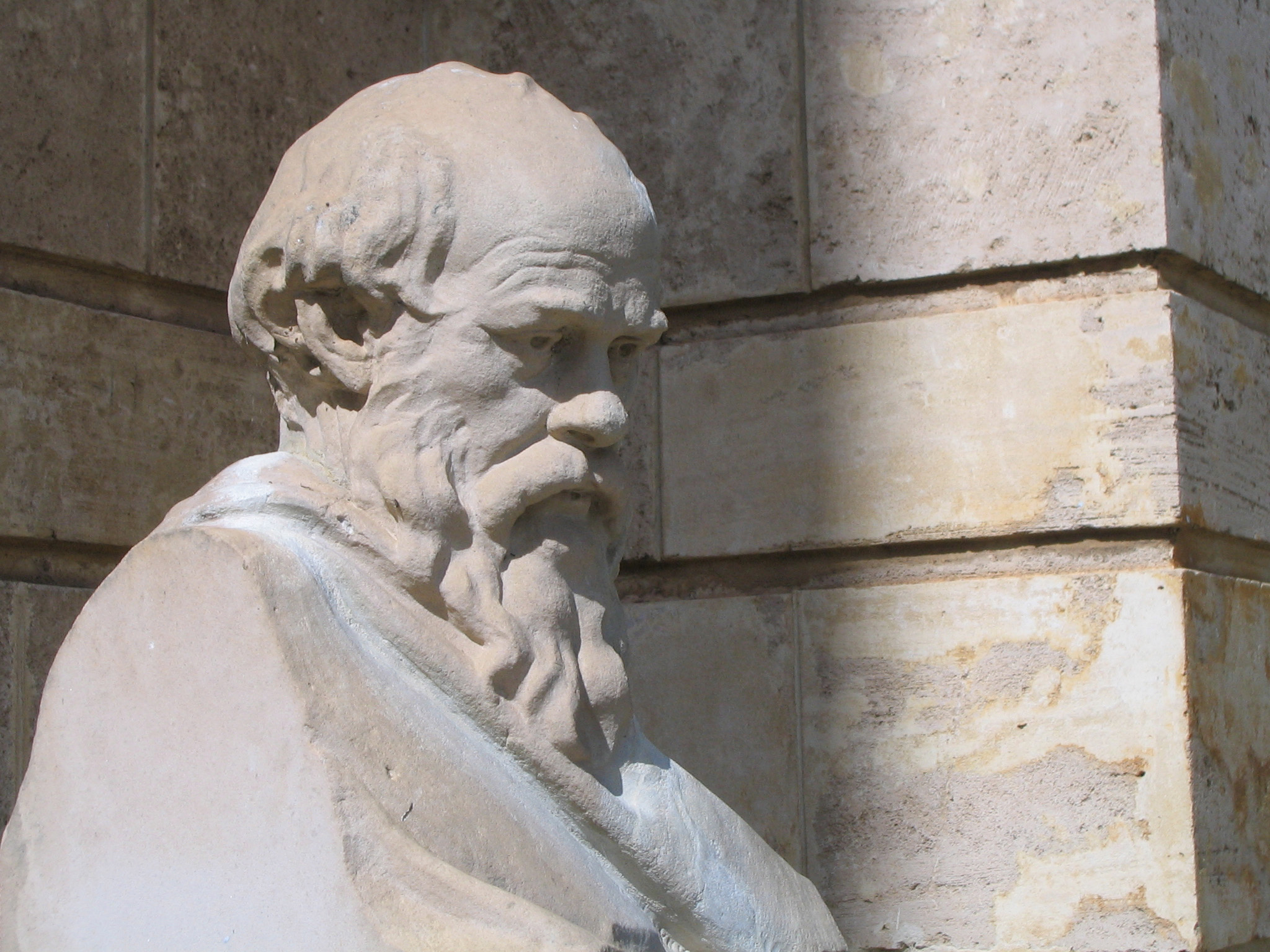
Tượng chân dung Socrates
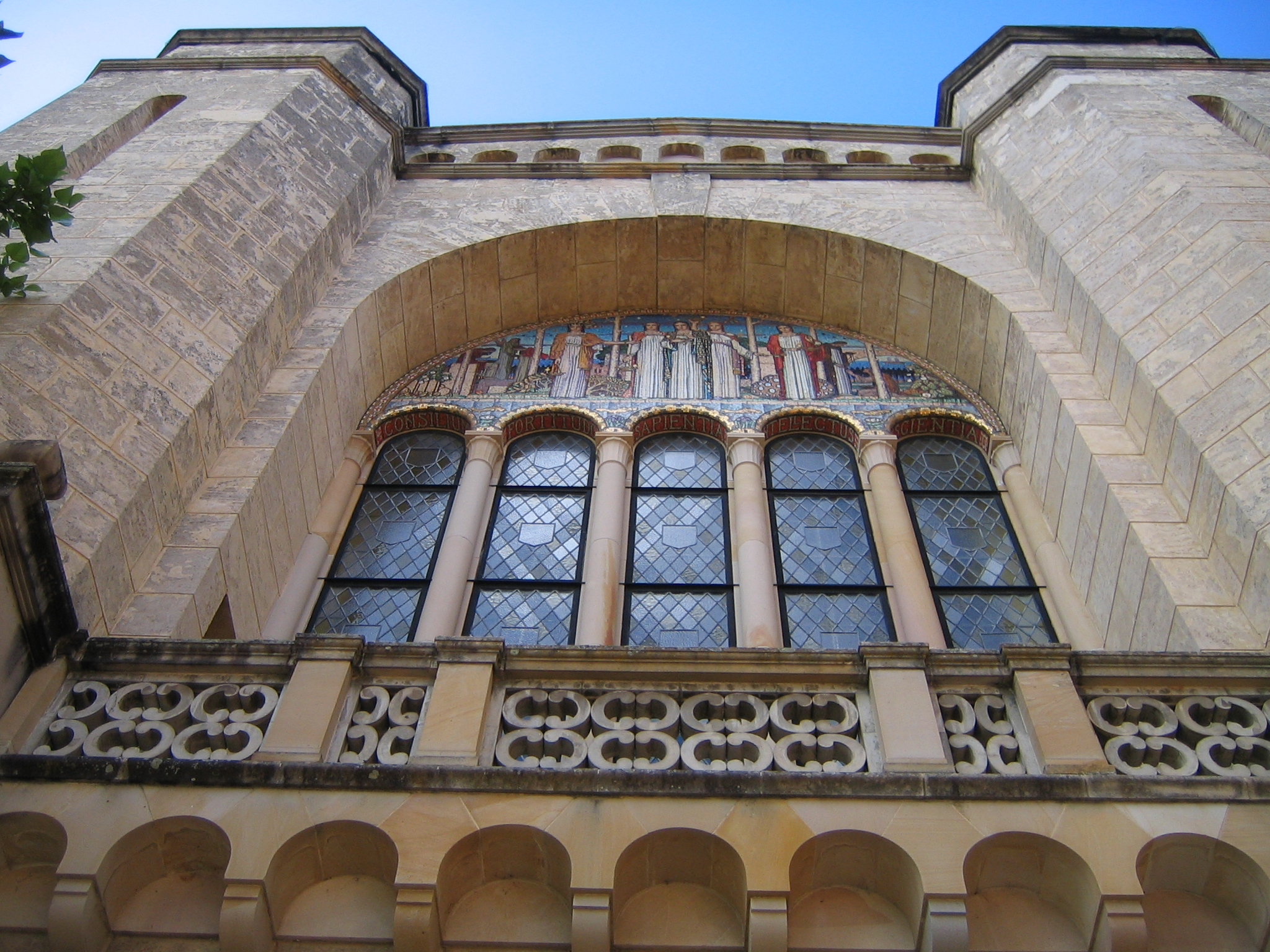
Cổng khảm lớn
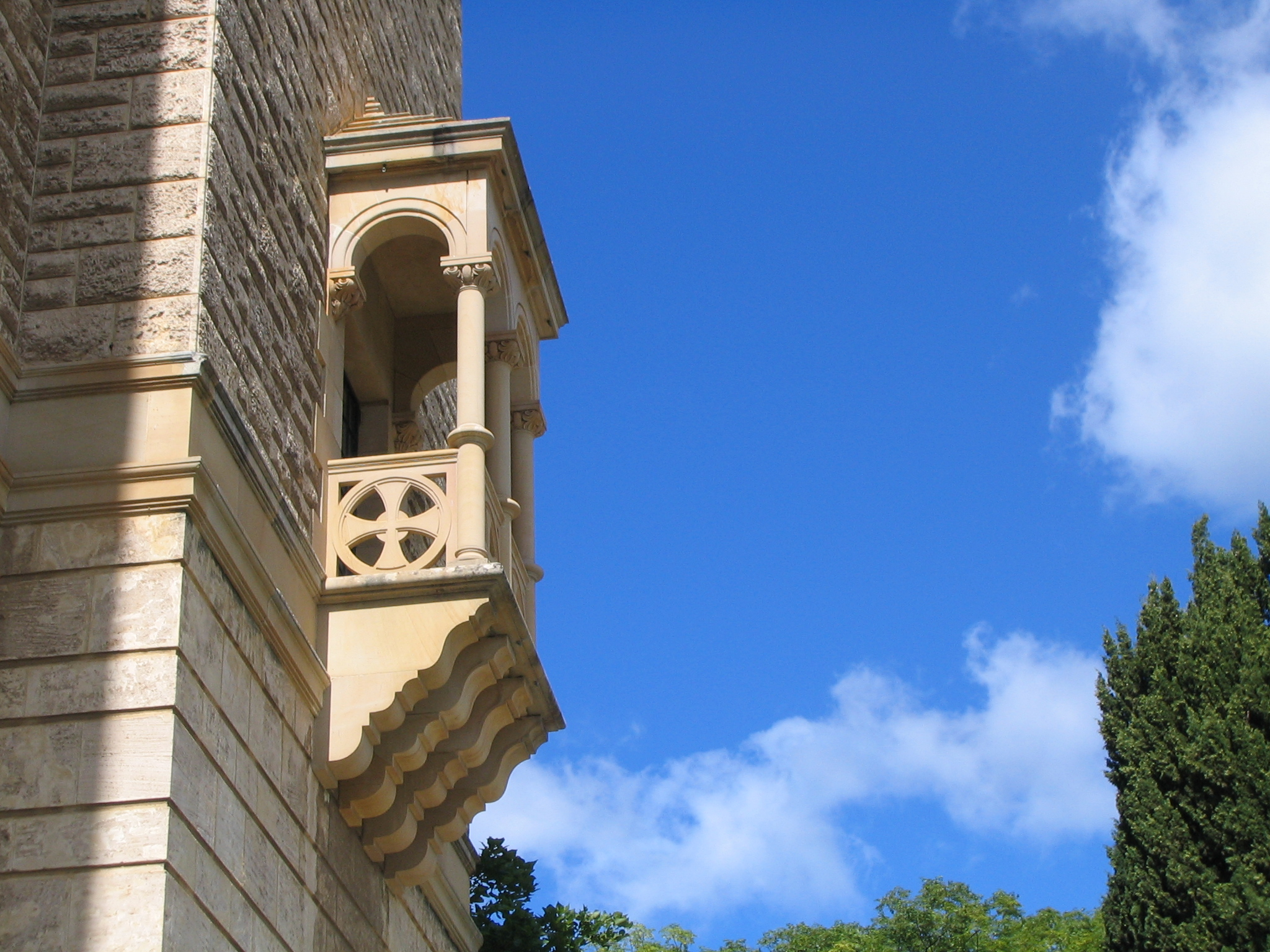
Ban công tháp đồng hồ
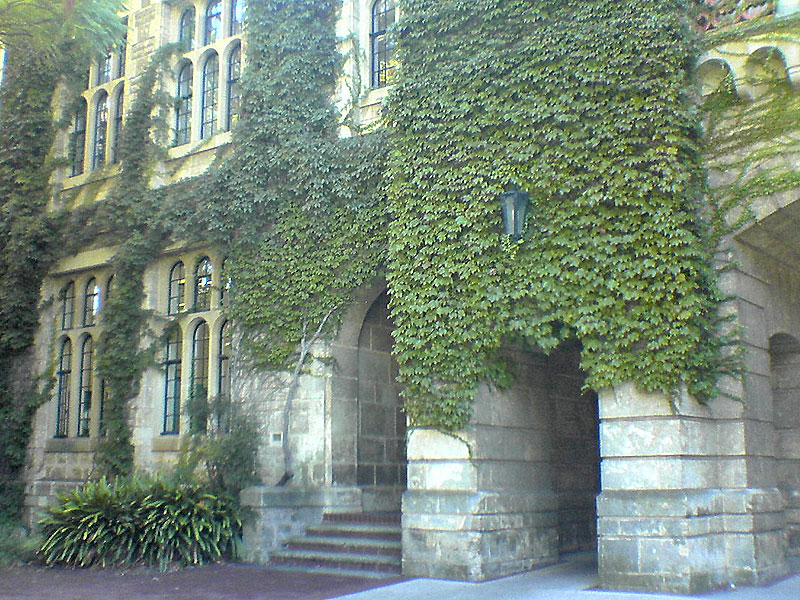
Nhà hiệu bộ
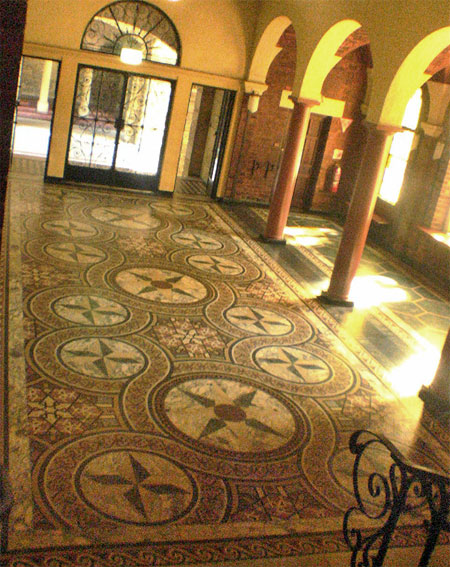
Tiền sảnh hội trường Withdrop
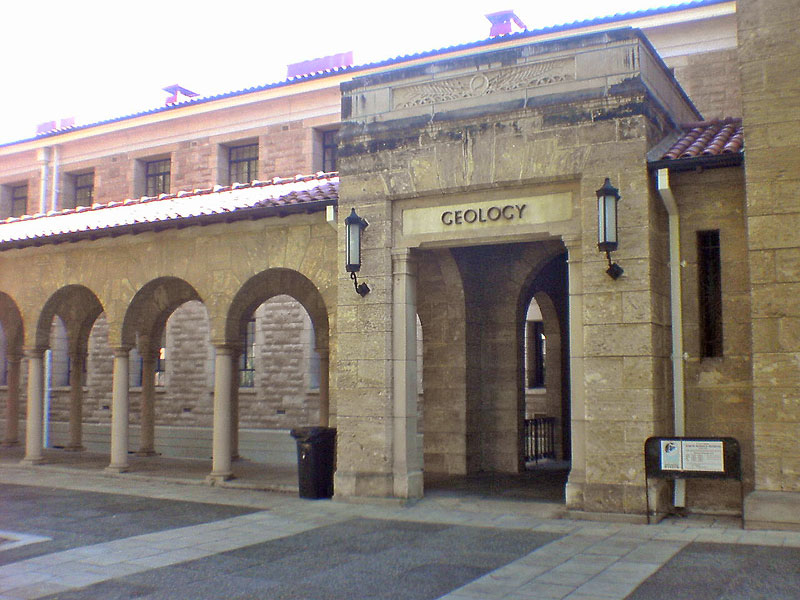
Bắc môn nhà địa chất
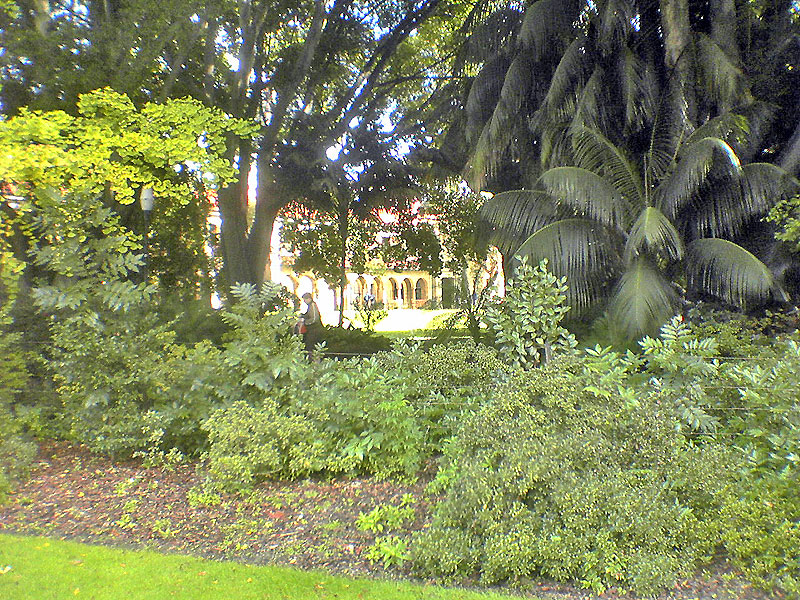
Nhà địa chất nhìn từ vườn cây (The Grove)
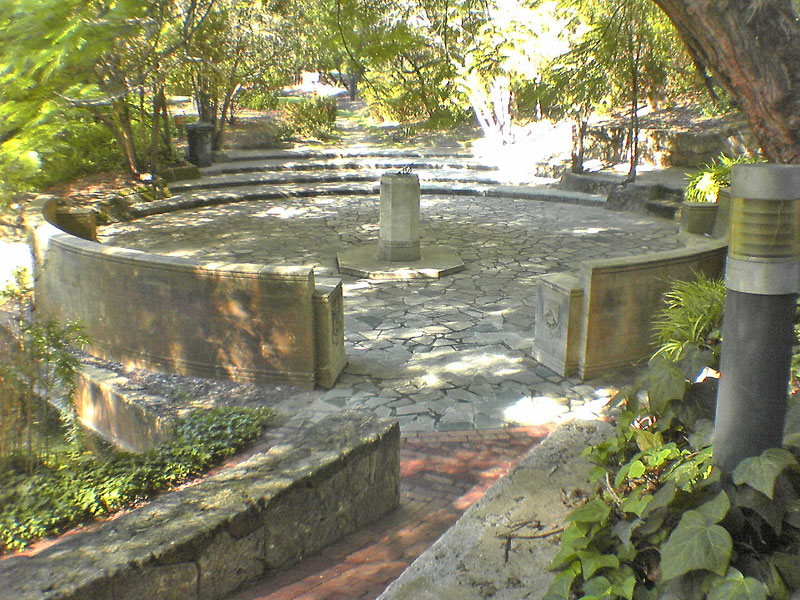
Đồng hồ Mặt trời
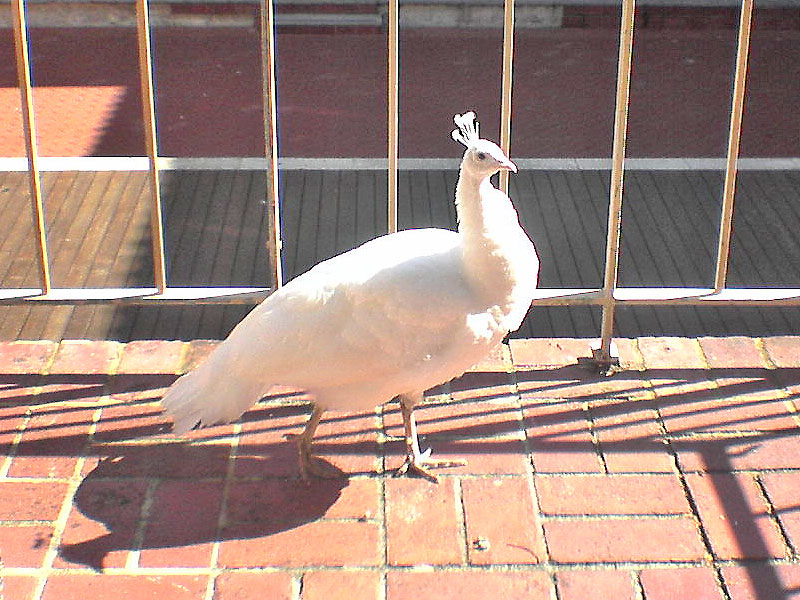
Một con công mái trước Nhà hát New Fortune
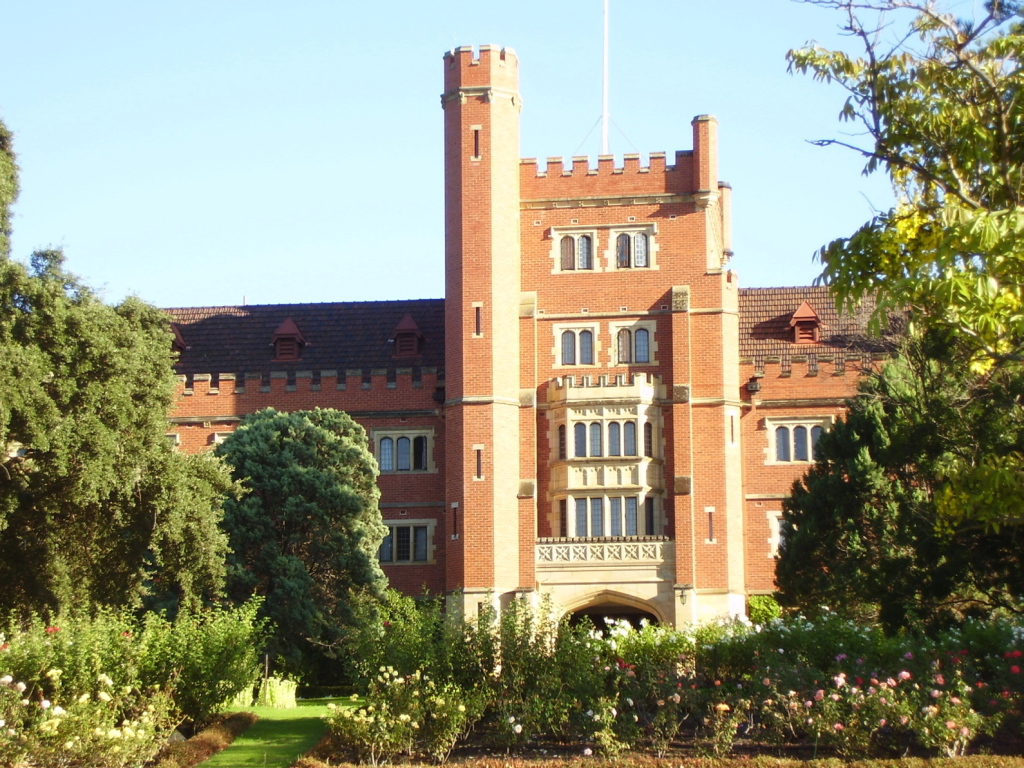
Cao đẳng Thánh George